# Jonathan Maberry
Œuvres principales
- Patient zéro
- Ghost Road Blues
- The Cryptopedia: A Dictionary of the Weird, Strange, and Downright Bizarre

Compléments
- Professeur d'écriture (depuis 1978)

Jonathan Maberry, également connu sous le pseudonyme de Shane MacDougall, né le 18 mai 1958, est un écrivain américain deux fois lauréat du prix Bram Stoker et professeur d'écriture depuis 1978. Il a publié plus de mille cent articles, dix-sept livres généralistes et sept romans. Il est également nouvelliste, poète, parolier, scripte et créateur de pièce de théâtre.
Il s'est fait connaître en France en 2010, année de sa première parution française (Patient zéro aux éditions Bragelonne).

## Œuvres

### UniversPine Deep

#### TrilogiePine Deep
1. (en) Ghost Road Blues, 2006
2. (en) Dead Man's Song, 2007
3. (en) Bad Moon Rising, 2008

#### Roman indépendant
- (en) Ink, 2020

#### Recueils de nouvelles
- (en) Long Past Midnight, 2023
- (en) Mystic: The Monk Addison Case Files, 2024

### UniversJoe Ledger

#### SérieJoe Ledger
1. Patient zéro, Bragelonne, 2010 ((en) Patient Zero, 2009)
2. (en) The Dragon Factory, 2010
3. (en) The King of Plagues, 2011
4. (en) Assassin's Code, 2012
5. (en) The Extinction Machine, 2013
6. (en) Code Zero, 2014
7. (en) Predator One, 2015
8. (en) Kill Switch, 2016
9. (en) Dogs of War, 2017
10. (en) Deep Silence, 2018

#### SérieRogue Team International
1. (en) Rage, 2019
2. (en) Relentless, 2021
3. (en) Cave 13, 2023
4. (en) Burn to Shine, 2025

### SérieBenny Imura
1. (en) Rot & Ruin, 2010
2. (en) Dust & Decay, 2011
3. (en) Flesh & Bone, 2012
4. (en) Fire & Ash, 2013
5. (en) Bits & Pieces, 2015
6. (en) Broken Lands, 2018
7. (en) Lost Roads, 2020

### SérieApocalypse Zombie
1. Apocalypse Zombie, Castelmore, 2012 ((en) Dead of Night: A Zombie Novel, 2011)
2. (en) Fall of Night, 2014

### SérieDylan Quinn
1. (en) Watch Over Me, 2014
2. (en) Cold, Cold Heart, 2015

### SérieKagen the Damned
1. (en) Kagen the Damned, 2022
2. (en) Son of the Poison Rose, 2023
3. (en) The Dragon in Winter, 2024

### SérieNecroTek
1. (en) NecroTek, 2024

### Romans indépendants
- (en) The Wolfman, 2010
- (en) Mars One, 2017
- (en) Indigo, 2017Écrit avec Kelley Armstrong, Christopher Golden, Charlaine Harris, Tim Lebbon, Seanan McGuire, James A. Moore (en), Mark Morris, Cherie Priest et Kat Richardson (en).
- (en) Glimpse, 2018

### Recueil de nouvelles indépendants
- (en) Tales from the Fire Zone, 2012
- (en) Hungry Tales, 2012
- (en) Strange Worlds: Short Fiction by Jonathan Maberry, 2015
- (en) Whistling Past the Graveyard and Other Stories, 2016
- (en) Wind Through the Fence and Other Stories, 2017
- (en) A Little Bronze Book of Cautionary Tales, 2017
- (en) Empty Graves: Tales of the Living Dead, 2021
- (en) Midnight Lullabies: Unquiet Stories and Poems, 2024

### Non fiction
- (en) The Vampire Slayers' Field Guide to the Uundead, 2001Sous le nom de Shane MacDougall.
- (en) Vampire Universe: The Dark World of Supernatural Beings That Haunt Us, Hunt Us, and Hunger for Us, 2006
- (en) The Cryptopedia: A Dictionary of the Weird, Strange, and Downright Bizarre, 2007Écrit avec David F. Kramer.
- (en) Zombie CSU, 2008
- (en) They Bite!, 2009Écrit avec David F. Kramer.
- (en) Wanted Undead or Alive: Vampire Hunters and Other Kick-Ass Enemies of Evil, 2010Écrit avec Janice Gable Bashman.
- (en) Vampire Hunters and Other Enemies of Evil, 2010Écrit avec Janice Gable Bashman.

### Comics
- Marvel Zombies ((en) Marvel Zombies Return, 2010)Écrit avec Seth Grahame-Smith.
- (en) Black Panther: Power, 2010
- (en) Bad Blood, 2014Dessiné par Tyler Crook

## Distinctions

### Récompenses
- 2007 : prix Bram Stoker du meilleur premier roman 2006 pour Ghost Road Blues
- 2008 : prix Bram Stoker de la meilleure œuvre non-fictive 2007 pour The Cryptopedia: A Dictionary of the Weird, Strange, and Downright Bizarre
- 2015 : prix Bram-Stoker du meilleur roman graphique 2014 pour Bad Blood
- 2017 : prix Inkpot